# Козачий кавалерійський полк Юнгшульц
Козачий кавалерійський полк «Юнгшульц» (нім. Kosaken-Reiter-Regiment «von Jungschulz», рос. Казачий кавалерийский полк "Юнгшульц") — добровольчий військовий підрозділ періоду Другої світової війни.

## Історія
При 1-й танковій армії був створений влітку 1942 кавалерійський полк на базі кавалерійського дивізіону «Фюрст фон Урах» (нім. Kavallerie Abteilung "Fürst von Urach"). Дивізіон створили у травні 1942 в ході Харківської операції під командуванням майора  Еберґарда фон Ураха графа фон Вюрттемберга. Він складався з двох ескадронів — одного укомплектованого німцями, другого козаками. 
15 серпня 1942 на базі дивізіону створили полк, перейменований 26 серпня 1942 у Козачий кавалерійський полк Юнгшульц, оскільки фон Урах здав командування підполковнику Йоахиму фон Юнгшульцу. У ньому надалі було два ескадрони — німецький і козачий. Влітку 1942 року полк діяв на Кубані разом з 82-м козачим ескадроном. Активно діяв на Кавказі разом з козачим полком Платов. На лівому крилі 1-ї танкової армії він брав участь у боях під Будьонновськом. 17-19 жовтня зазнав втрат в боях з 4-им гвардійським кубанським кавалерійським корпусом. 30 жовтня разом з 40-м танковим корпусом відбив атаки кубанського кавалерійського корпусу. 
У листопаді 1942 року в районі Моздоку полк успішно боровся з ворожими підрозділами, що проникли в тил танкового корпусу. У цей період до полку приєднались дві сотні з кубанських козаків і 5-й ескадрон козаків, що був сформований у Сімферополі. У грудні 1942 року полк налічував 1530 кавалеристів (30 офіцерів, 150 старшин), мав на озброєнні 56 кулеметів, 6 мінометів, 42 протитанкові гармати. 
При відступі з Кавказу, 2 січня 1943 року, полк відвели до станиці Єгорлицької, де підпорядкували 4-й танковій армії. Згодом полк передали 454-й охоронній дивізії і через Ростов-на-Дону перевели в тил групи армій «Дон». 
У лютому — березні 1943 року полк діяв проти партизан в районі Києва.
На весну 1943 у Млаві полк увійшов до 1-ї козачої дивізії, що наново формувалась. 